# Loena 1960A
Loena 1960A (E-3 serie) (Russisch: Луна-4A) was de tweede poging van de Sovjet-Unie om de achterkant van de Maan te fotograferen. De eerste was de succesvolle Loena 3. Hij werd gelanceerd op 15 april 1960. Loena 1960A is ontworpen als een kopie van Loenik 3, maar de camera's hadden een hogere resolutie en de Maan zou dichter benaderd worden. De opdracht was een mislukking. Tijdens de lancering koppelde de tweede trap van de raket te vroeg los en het ruimtevaartuig viel terug naar de Aarde of ging een elliptische baan in.
Loena 1958A · Loena 1958B · Loena 1958C · Loena 1 · Loena 1959A · Loena 2 · Loena 3 · Loena 1960A · Loena 1960B · Spoetnik 25 · Loena 1963B · Loena 4 · Loena 1964A · Loena 1964B · Kosmos 60 · Loena 1965A · Loena 5 · Loena 6 · Loena 7 · Loena 8 · Loena 9 · Kosmos 111 · Loena 10 · Loena 11 · Loena 12 · Loena 13 · Loena 1968A · Loena 14 · Loena 1969A · Loena 1969C · Loena 15 · Kosmos 300 · Kosmos 305 · Loena 1970A · Loena 16 · Loena 17 · Loena 18 · Loena 19 · Loena 20 · Loena 21 · Loena 22 · Loena 23 · Loena 1975A · Loena 24 · Loena 25 · Loenochod